# Tiếng Tà Ôi
Tiếng Tà Ôi (trong văn liệu quốc tế viết là Ta'Oi hay Ta'Oih) là ngôn ngữ của người Tà Ôi, một dân tộc có vùng cư trú truyền thống là Nam Lào (tỉnh Salavan, Sekong) và Miền Trung Việt Nam (Thừa Thiên Huế). Năm 2005 dân số người Tà Ôi cỡ 220.000 người.
Tiếng Tà Ôi thuộc ngữ chi Cơ Tu (Katuic) trong ngữ hệ Nam Á .

## Các phương ngữ
Sidwell (2005) liệt kê các phương ngữ sau của tiếng Tà Ôi, tên này được áp dụng cho những người nói tiếng địa phương khác nhau.
- Tà Ôi đích thực
- Ong/Ir/Talan
- Chatong, được nói ở khoảng 60 đến 100 km về phía đông bắc của Sekong. Nó đã được ghi nhận chỉ bởi nhà ngôn ngữ học Thái Lan Theraphan L-Thongkum.
- Kriang (hay Ngkriang, Ngeq) được nói đến bởi 4.000 người sống trong các ngôi làng giữa Tatheng và Sekong, chẳng hạn như Ban Chakamngai.
- Kataang (hay Katang) là phương ngữ đã được nghiên cứu bởi Michel Ferlus, Gerard Diffloth, và các nhà ngôn ngữ học khác. Không nên nhầm lẫn với phương ngữ tiếng Bru của Katang.

## Tiếng Katang
Tiếng Katang là ngôn ngữ của người Katang (hay Kataang), là một dân tộc cư trú ở Nam Lào, và một số nơi khác ở Đông Nam Á, năm 2015 có dân số 144.255 người.
Nhiều văn liệu coi tiếng Katang là một phương ngữ của tiếng Tà Ôi hoặc tiếng Bru. Ethnologue và Glottolog đều xếp tiếng Katang vào mục riêng .

## Ngữ âm

### Phụ âm
|          |           | Môi | Lợi | Ngạc cứng | Ngạc mềm | Thanh hầu |
| -------- | --------- | --- | --- | --------- | -------- | --------- |
| Mũi      | Mũi       | m   | n   | ɲ         | ŋ        |           |
| Tắc      | vô thanh  | p   | t   | c         | k        | ʔ         |
| Tắc      | hữu thanh | b   | d   | ɟ         | ɡ        | ʔ         |
| Xát      | Xát       |     | s   |           |          | h         |
| R        | R         |     | r   |           |          |           |
| Tiếp cận | Tiếp cận  | w   | l   | j         |          |           |

- Cũng có các âm tiết kết thúc bằng âm tắc thanh hầu như /mʔ, nʔ, ŋʔ, wʔ, lʔ, jʔ/, tuy nhiên chúng không được ghi nhận như một loạt âm riêng biệt.
- Âm /ɟ/ cũng có thể được phát âm thành âm tiền thanh hầu [ʔj].[6]

### Nguyên âm
|      | Trước | Giữa | Sau  |
| ---- | ----- | ---- | ---- |
| Đóng | i iː  | ɨ ɨː | u uː |
| Vừa  | e eː  | ə əː | o oː |
| Mở   | ɛ ɛː  | a aː | ɔ ɔː |

|      | Trước | Giữa | Sau |
| ---- | ----- | ---- | --- |
| Đóng | ia    | ɨa   | ua  |